# Karl-Friedrich Stahl
Karl-Friedrich Stahl ist ein ehemaliger deutscher Basketballspieler.

## Leben
Der 2,14 Meter große Stahl wurde 109 Mal in die Basketballnationalmannschaft der Deutschen Demokratischen Republik berufen. Der Spieler von Dynamo Berlin nahm mit der Auswahl unter anderem an den Europameisterschaften 1963, 1965 und 1967 teil. Beim EM-Turnier im Mai und Juni 1965 in der Sowjetunion war Stahl in sieben Spielen mit einem Durchschnitt von 10,6 Punkten zweitbester Korbschütze der DDR-Mannschaft.